# Dimitrios Semsis
Dimitris Salonikiós (in greco Δημήτρης Σέμσης; Strumica, 27 marzo 1883 – Atene, 13 gennaio 1950) è stato un violinista, cantante e compositore greco grande maestro della musica rebetiko, considerato "il più grande violinista dei Balcani".

## Biografia
Dimitris Semsis (in greco: Δημήτρης Σέμσης), conosciuto anche con il nome d'arte di Dimitrios Salonikios, si chiamava in realtà Dimitrios Koukoudeas (in greco: Δημήτριος Κουκουδέας) ed era nato nella cittadina di Strumica, durante l'amministrazione ottomana.
Verso la fine del XIX secolo trovò impiego come orchestrante nella banda di un circo che viaggiava per i Balcani.
Nel 1908 si sposò con la prima moglie Sonhoula Bochor Hanne dalla quale ebbe una figlia, lontanamente imparentata con la cantante Roza Eskenazi, una rebetissa.
Successivamente suonò in altre orchestre itineranti, viaggiando molto in paesi lontani come Turchia, Siria, Egitto, Sudan e altrove.
Con la disfatta ottomana, alla fine della prima guerra mondiale la sua città natale Strumica veniva annessa al Regno di Serbia e la famiglia di Dimitrios Semsis nel 1919 decise di trasferirsi nella redenta Salonicco dove in seconde nozze sposò Dimitra Kanoula, dalla quale ebbe ulteriori quattro figli.
Nel 1927 si trasferì nuovamente ad Atene dove alcuni funzionari discografici, pensando probabilmente che fosse originario di Salonicco, gli attribuirono il nome d'arte di Salonikios con il quale è stato maggiormente conosciuto nell'ambiente dello spettacolo.
Ad Atene ottenne incarichi di successo presso le case discografiche His Master's Voice e Columbia, organizzando centinaia di incisioni di canzoni popolari e smyrneike.
Nel 1928 ha composto e pubblicato le prime canzoni proprie ottenendo il ruolo di direttore artistico presso la casa discografica His Master's Voice (La Voce del Padrone).
Talvolta accompagnava al violino Roza Eskenazi, una delle più importanti cantanti del genere rebetiko, nelle sue esibizioni nelle taverne la quale a sua volta lo definì come il miglior violinista del mondo.
Negli anni '30, Dimitrios Semsis riuscì a produrre centinaia di successi discografici assieme ai più noti artisti dell'epoca come Rita Abatzi, Roza Eskenazi, Stratos Pagioumtzis e Stelios Perpiniadis.